# Théorème de Bertrand
Pour les articles homonymes, voir Bertrand.

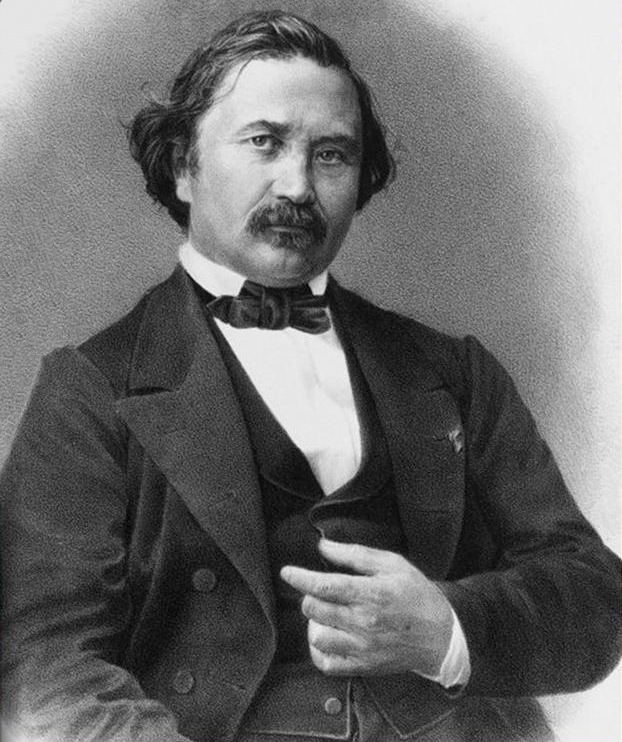
Joseph Louis François Bertrand (1822-1900)

Le théorème de Bertrand est un résultat de mécanique, démontré en 1873 par le mathématicien Joseph Bertrand. Il établit que dans un mouvement à force centrale, seules les lois de force de Hooke (en –k OM, qui produit une ellipse où péricentre P et apocentre A forment un angle (POA) égal à 90°) et de Newton (en –k/r2ur, qui produit une ellipse où l'angle (POA) vaut 180°) produisent une trajectoire fermée (si la trajectoire est au préalable bornée), quelles que soient les conditions initiales.

## La démonstration d'Arnold
- Lemme 1 : on montre que l'angle AOP pour une loi de force en 1/rn, vaut, quand l'énergie E0 tend vers zéro par valeurs négatives, et donc que l'apocentre est très excentré, {\displaystyle {\widehat {AOP}}={\pi  \over {3-n}}} ; (il faut n < 3, pour ne pas avoir d'effondrement de la barrière centrifuge).
- Lemme 2 : on montre que U(r) doit être une loi puissance, en regardant le cas quasi circulaire (voir Mouvement à force centrale) : {\displaystyle {\widehat {AOP}}={\pi  \over {\sqrt {3-n}}}} (le cas logarithmique n = 1 est exclu par examen direct).
- Conclusion : il faut 3 – n = 1 ; c'est le cas des orbites de Kepler.
- Lemme 3 : le cas de la force en rp se résout par la dualité de la transmutation de la force : (3 + p)(3 – n) = 4 ; par conséquent, à n = 2 correspond p = 1 : c'est le cas de l'ellipse de Hooke[2]

Le premier à se rendre compte que le cas linéaire de Hooke (très simple) donnait la solution du problème de Kepler est Isaac Newton. Édouard Goursat, Tullio Levi-Civita, puis Karl Bohlin retrouvèrent ce théorème via la transformation conforme z ↦ z2, qui transforme la trajectoire de Hooke en celle de Kepler, et par changement d'échelle de temps le mouvement de Hooke en mouvement de Kepler, mais évidemment la force est changée de –kr à –k'/r2 : cela s'appelle la régularisation du "choc" à moment cinétique quasi-nul.

## Généralisation du problème de Bertrand
Si l'on ne suppose pas le champ central, il y a plus de possibilités. On en connaît certaines. Pour deux degrés de liberté, cela arrive quand le système possède une équation de Hamilton-Jacobi séparable dans deux systèmes de coordonnées. Ces cas renvoient à la supersymétrie signalée dans l'article Puits de potentiel.
- Le mouvement libre sur la sphère S3 donne par projection stéréographique le hamiltonien {\displaystyle H={p^{2} \over (1+q^{2})^{2}}}, dont les trajectoires sont évidemment fermées.
- Le mouvement libre sur la poire de Jules Tannery, d'équation cartésienne 16a2(x2 + y2) = z2(2a2 – z2), est périodique (1892).
- Si l'on exige que les trajectoires soient des coniques, Darboux (1877) et Halphen (1877) ont trouvé deux forces centrales (non conservatives car dépendant de l'angle polaire) en r/d3 où d représente la distance à une droite du plan (généralise Newton, via une polaire) et en r/D3, avec D2 = ax2 + 2bxy + cy2.
- Si l'on abandonne l'idée de force centrale, les trajectoires peuvent être des coniques via des forces parallèles de deux types.
- Enfin, sur la sphère S2, Besse[3] donne les déformations de la métrique conduisant à des courbes fermées sans symétrie de révolution.